# محمود البارودي
محمود البارودي (نابل، 13 جانفي 1981- )، سياسي تونسي وعضو في المجلس الوطني التأسيسي عن حزب التحالف الديمقراطي. يحمل البارودي إجازة في الاقتصاد والتصرف وقد عمل لفترة كمحلل مالي قبل أن يتم فصله ومنعه من السفر على خلفية نشاطه السياسي. انتمى بين 2001 و2005 إلى حزب المؤتمر من أجل الجمهورية ثم التحق بالحزب الديمقراطي التقدمي الذي انتخب على قوائمه أثناء انتخابات المجلس التأسيسي في دائرة نابل 2. في أفريل 2012 كان البارودي من ضمن مجموعة المناضلين و9 نواب الذين رفضوا الاندماج في الحزب الجمهوري مطلقين التيار الإصلاحي. في نوفمبر 2012 ساهم البارودي والتيار الإصلاحي في تأسيس التحالف الديمقراطي بعد اندماجهم مع حزب الإصلاح والتنمية وعدد من المستقلين. عرف عن البارودي انتقاده اللاذع لحكومتي الترويكا التي اتهمها بتحويل البلاد إلى جمهورية موز  كما رفض الوقوف أمام النشيد الوطني في جلسة منح الثقة لحكومة علي العريض معللا موقفه أن «النواب يتاجرون بالنشيد الوطني». يترأس البارودي لجنة القطاعات الخدماتية في المجلس التأسيسي وهو عضو في لجنة شهداء وجرحى الثورة وتفعيل العفو التشريعي العام.